# Laseczka sienna

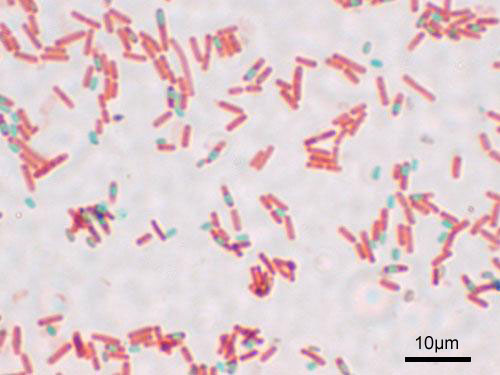
Endospory laseczki siennej

Laseczka sienna (Bacillus subtilis) – Gram-dodatnia bakteria należąca do rodziny Bacillaceae. Odkryta przez Christiana Ehrenberga w 1835 roku i nazwana Vibrio subtilis. Pod nazwą B. subtilis występuje od 1872 roku (Ferdinand Cohn). 

## Występowanie
Laseczka sienna występuje pospolicie, zwłaszcza w glebie. Jest saprofitem, rozkładającym organiczne związki pochodzenia roślinnego (głównie węglowodany i pektyny). 

## Charakterystyka
Gram-dodatnia ruchliwa laseczka, o średnicy 0,7–0,8 µm i 2–3 µm długości. Najlepiej rośnie w warunkach tlenowych. Ma małe wymagania. Endospory są kuliste, powstają w centrum macierzystej komórki. Struktura, proces powstawania i właściwości endospor tego gatunku zostały poznane lepiej niż jakiejkolwiek innej bakterii. Są one wyjątkowo odporne na niekorzystne warunki zewnętrzne, np.: 
- endospory są odporne na wysoką temperaturę – we wrzącej wodzie sukcesywnie giną, ale 10% wytrzymuje w niej godzinę, a 1% dwie godziny
- mogą przetrwać działanie ciśnienia rzędu 2 mld Pa przez 45 minut
- w próżni kosmicznej zachowują żywotność przez dobę

## Znaczenie
Laseczka sienna jest odpowiedzialna za jedną z wad pieczywa – jego śluzowacenie. Bakterie te, rozwijając się w pieczywie powodują, że  staje się ono szare, maziste, ciągnące i ma nieprzyjemny zapach. Dodatkowo bakteria wytwarza antybiotyki peptydowe, m.in. polimyksynę B i subtylinę. Wykorzystuje się przemysłowo także aminokwasy, polisacharyd inulinę i enzymy produkowane przez tę bakterię, m.in. amylazę i proteazę. Dla genetyki bakterii Gram-dodatnich jest modelem równie istotnym co pałeczka okrężnicy (Escherichia coli) dla bakterii Gram-ujemnych.

## Genom
Genom laseczki siennej liczy 4,21 mln par zasad i zawiera 4112 genów.